# 搔扒反射
搔扒反射(Scratching reflex,大陆称骚爬反射)从字面上可以理解为一种搔扒的动作。可用于说明脊髓亦存在自己的、不受大脑的简易反射，称为节间反射。
在实验中发现一些动物（主要的实验动物是蛙），它们被破坏或离断了大脑以后，用一些方法刺激这依然存活的动物的背部，比如给予硫酸等，发现这些没有大脑中枢控制的动物仍然能够用自己的后肢去抚、抓它们受刺激的后背。这样便说明了虽然没有大脑的控制，脊髓依然完成了自己的简易反射。